# Dezerter (zespół muzyczny)

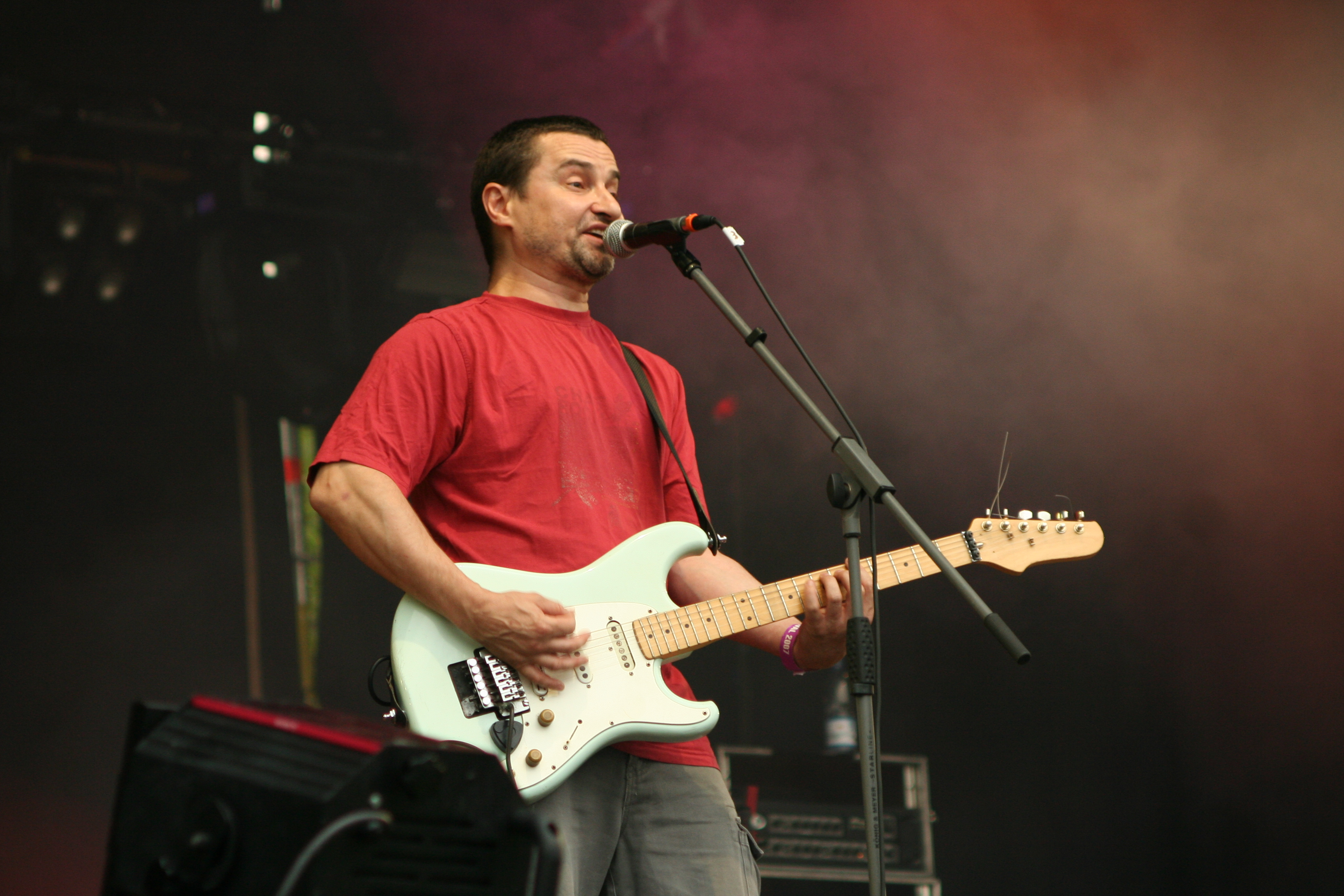
Robert Matera

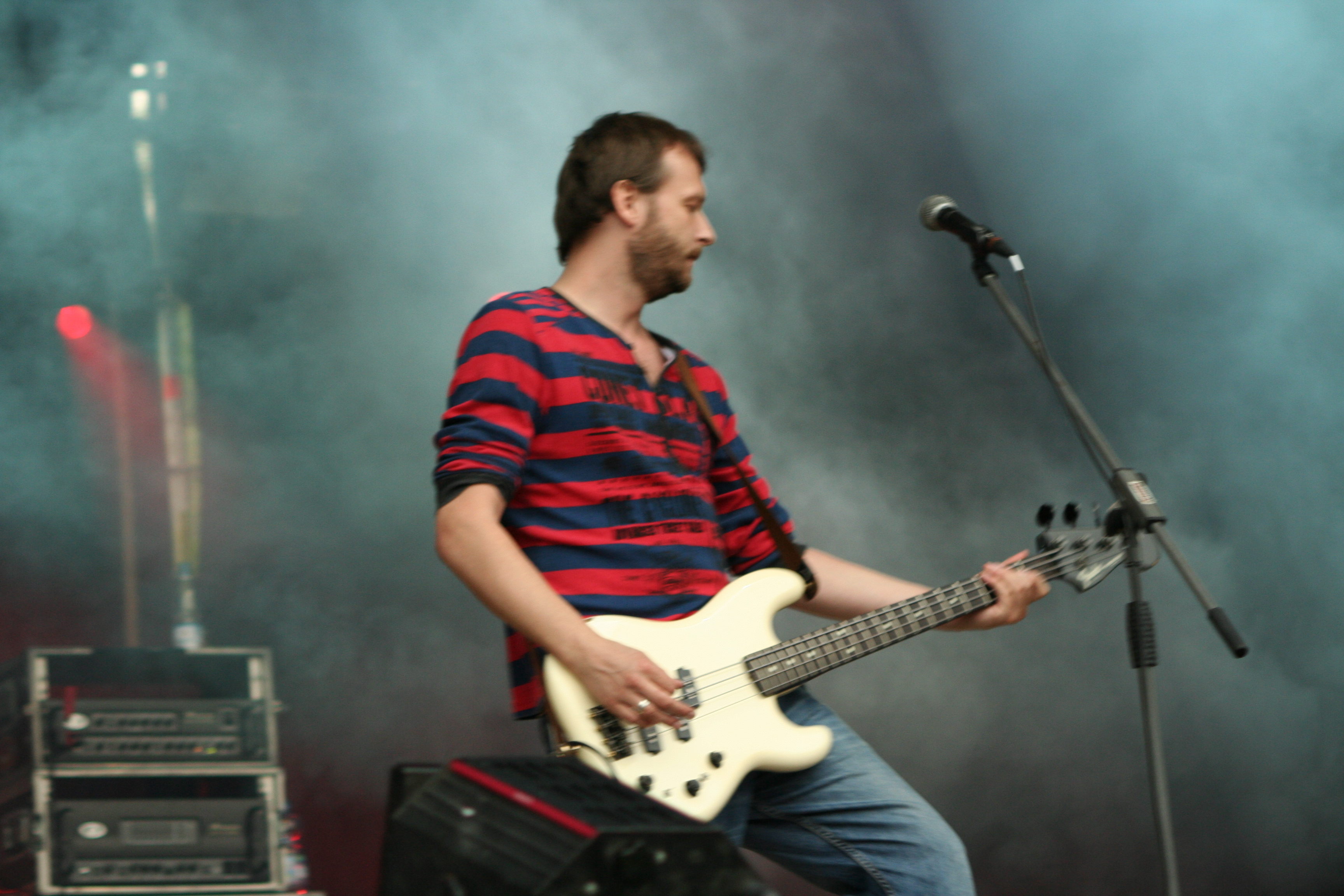
Jacek Chrzanowski

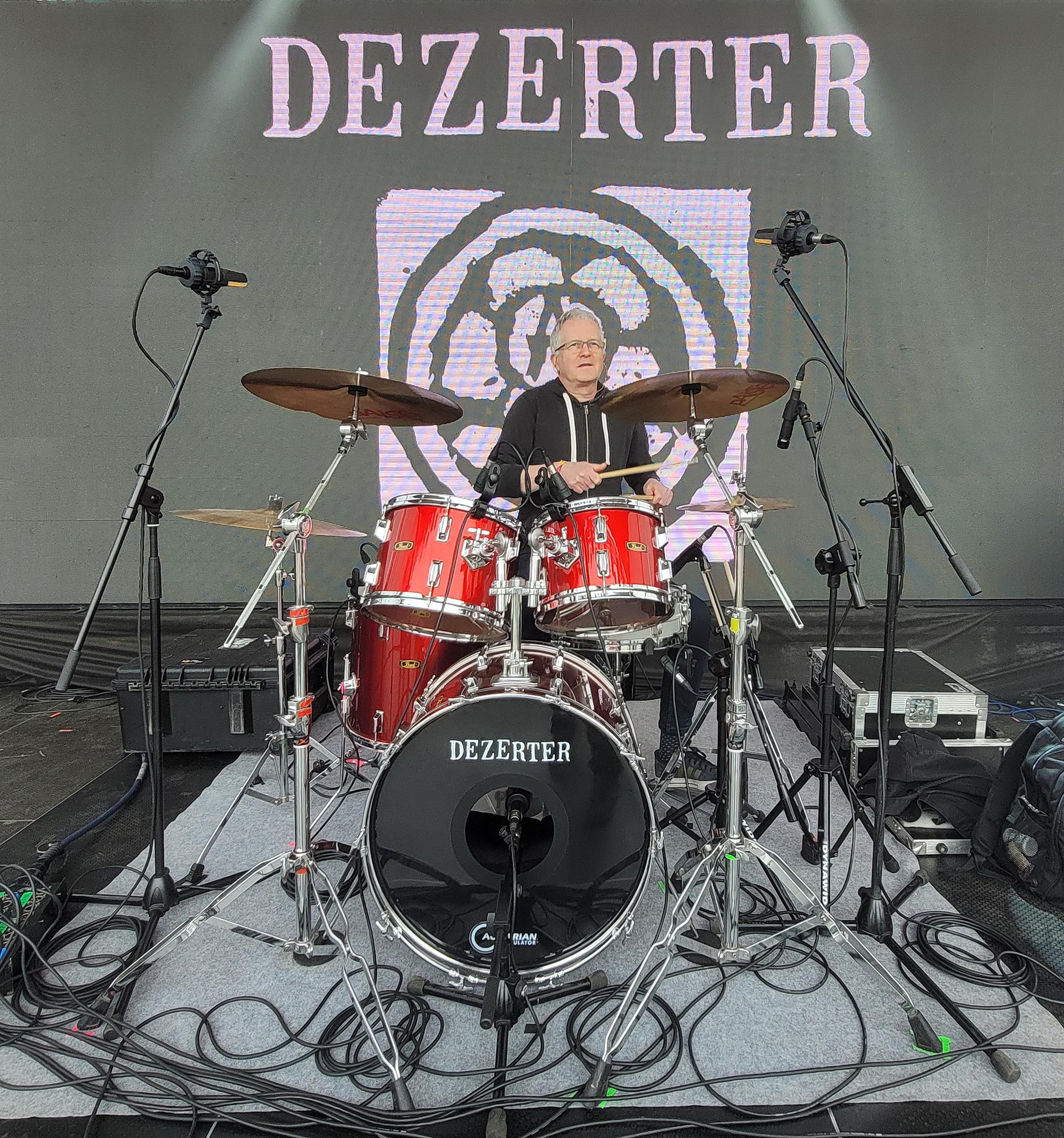
Krzysztof Grabowski

Dezerter – polski zespół punkrockowy, przedstawiciel niezależnej sceny muzycznej.

## Historia

### Lata 80. XX wieku
Zespół powstał w maju 1981 w Warszawie pod nazwą SS-20 (nazwa radzieckiego pocisku balistycznego zdolnego przenosić głowice nuklearne), założony przez gitarzystę Roberta „Robala” Materę, basistę Dariusza „Stepę” Stepnowskiego oraz perkusistę i autora tekstów Krzysztofa Grabowskiego. Jesienią do grupy dołączył wokalista Dariusz „Skandal” Hajn. Pierwszy ważniejszy występ muzycy zagrali w listopadzie na warszawskiej Mokotowskiej Jesieni Muzycznej. Jesienią 1982 zespół zagrał trasę „Rock Galicja” po południowej części Polski u boku TZN Xenny i Deutera. Latem wystąpił na festiwalu w Jarocinie, gdzie został sfilmowany przez Pawła Karpińskiego i umieszczony w jego krótkim reportażu pt. Jarocin '82. W tym okresie została zmieniona nazwa zespołu z SS-20 na Dezerter (w Jarocinie grali jako SS-20, natomiast w reportażu Jarocin '82 w napisach końcowych są już opisani jako Dezerter).
W 1983 doszło do sesji nagraniowej, podczas której zostały zarejestrowane cztery utwory wydane niewiele później na tonpressowskim singlu „Ku przyszłości” (później część nakładu płytki została zniszczona w wyniku ingerencji cenzury). Jedna z piosenek z singla „Spytaj milicjanta” ukazała się rok później na kasecie World Class Punk zawierającej nagrania grup punkrockowych z różnych krajów. Tymczasem w czerwcu zespół pojawił się w kolejnym filmie Karpińskiego – To tylko Rock do którego nagrał piosenkę „Ale Show” („T.V. Show”) (utwór zaopatrzony w anglojęzyczny tytuł „One Big Gang” ukazał się w 1987 na kompilacji różnych wykonawców Tour De Farce, vol. 2 wydanej przez niemiecką wytwórnię eMpTy Records). W sierpniu wystąpił ponownie na FMR w Jarocinie. Jeszcze w tym samym roku został po raz kolejny uwieczniony w obrazie tym razem przez Mariusza Trelińskiego w jego etiudzie dokumentalnej pt. Film o pankach.
Latem 1984 muzycy po raz kolejny wystąpili w Jarocinie, gdzie wdali się w ostrą sprzeczkę z organizatorami. Nagrania jarocińskiego występu pojawiły się na kasecie Jeszcze żywy człowiek wydanej własnym sumptem przez zespół (Tank Records). Dwa utwory z Jarocina: „Nie ma zagrożenia” i „Plakat” trafiły również na oficjalną składankę pt. Fala wydaną rok później przez Polton. W 1985 w barwach Tank Records pojawiła się kolejna kaseta pt. Izolacja (zawierająca nagrania z warszawskiego klubu „Hybrydy”). W tym okresie wokalista kanadyjskiej grupy D.O.A. Joey Keithley (D.O.A. koncertował wówczas w Polsce) zabrał ze sobą taśmy z nagraniami Dezertera (materiał z singla plus nagrania z Jarocina '84 i nielegalnej sesji w studiu radiowym) do Ameryki w celu wydania albumu (płyta, która miała nosić tytuł Greatest Shits ukazała się w barwach wytwórni Maximum Rock’n’Roll dopiero w 1987 jako Underground Out of Poland).
Jesienią 1985 Stepnowskiego zastąpił Paweł Piotrowski. W tym składzie zespół w roku nagrał w studiu kolejne utwory: „Nie ma nas” i „Uległość”, które ukazały się dopiero w 1986 na składance Jak punk to punk. Pod koniec 1986 odszedł z Dezertera „Skandal” (zmarł w 1995). Jego obowiązki przejął gitarzysta Robert Matera. W 1987 muzycy przystąpili do nagrań debiutanckiego albumu. W sesji gościnnie wziął udział „Skandal”, a także gitarzysta Rafał „Kwasek” Kwaśniewski. Płyta miała nosić tytuł Kolaboracja, ale cenzura go zablokowała i w efekcie ukazała się jako Dezerter (dopiero reedycje albumu ukazywały się pod jego oryginalnym tytułem). Niektóre fragmenty utworów na płycie zakwestionowane przez cenzorów zostały zagłuszone w nagraniach krótkimi sygnałami dźwiękowymi (tzw. „pikami”). W tym czasie wzmogła się działalność koncertowa zespołu. Muzycy występowali wówczas w kraju na ważniejszych festiwalach („FMR Jarocin” czy „Róbrege”). W 1988 grupa przystąpiła do nagrań kolejnego albumu. Płytę, która miała nosić tytuł Kolaboracja II cenzura ponownie opatrzyła tytułem Dezerter. Pierwotny tytuł albumu został przywrócony podobnie jak w poprzednim przypadku dopiero przy okazji jego reedycji w 1997.

### Lata 90. XX wieku
W 1990 Dezerter wystąpił w Finlandii, RFN, Szwajcarii, Francji, Japonii (Tokio, Nagoya, Osaka), a także przystąpił do rejestracji materiału na kolejny album pt. Wszyscy przeciwko wszystkim. W 1992 ukazała się płyta Blasfemia, która została także wydana we Francji. W 1993 muzycy z gościnnym udziałem wokalistki Hey Katarzyny Nosowskiej nagrali cztery nowe wersje starych utworów, które trafiły na singel „Dezerter”. Piosenki te zostały również włączone do albumu Jak powstrzymałem III wojnę światową, czyli nieznana historia Dezertera zawierającego archiwalne nagrania grupy z całego okresu działalności. W tym czasie Dezertera na rzecz Armii opuścił Piotrowski. Matera z Grabowskim i m.in. z gościnnym udziałem „Niki” (wokalistki Post Regiment) w następnym roku przystąpili do nagrań na kolejną płytę Ile procent duszy?. Po wydaniu albumu do zespołu dołączył w charakterze basisty były gitarzysta grupy Kinsky Tomasz Lewandowski („Tony von Kinsky”). W nowym składzie i z gościnnym udziałem byłego wówczas wokalisty Deutera Pawła „Kelnera” Rozwadowskiego grupa zarejestrowała i wydała w następnym roku album Deuter, zawierający kompozycje tego zespołu. Program koncertowy Dezertera został wówczas rozszerzony o utwory Deutera, które muzycy wykonywali wspólnie z „Kelnerem”.
Rok 1996 przyniósł kolejną płytę Mam kły mam pazury. W 1997 muzycy dokonali reedycji albumu Kolaboracja II. Do pierwotnych wersji utworów została dograna dodatkowa ścieżka gitary, a utwór „Budujesz faszyzm przez nietolerancję” został całkowicie nagrany od nowa (jego pierwotna wersja z 1988 została przez cenzurę pozbawiona prawie całego tekstu). W 1997 roku zespół zaangażował się w kampanię „Muzyka Przeciwko Rasizmowi” prowadzoną przez Stowarzyszenie „Nigdy Więcej”, a utwór „Budujesz faszyzm poprzez nietolerancję” znalazł się na składance zatytułowanej Muzyka przeciwko rasizmowi. Pod patronatem tej akcji od wielu lat odbywają się też koncerty kapeli. W 1998 ukazał się kolejny album z premierowym materiałem Ziemia jest płaska. Rok później z zespołu odszedł Lewandowski.

### XXI wiek
W 2001 duet: Grabowski i Matera (podobnie jak w przypadku płyty Ile procent duszy?) zarejestrowali materiał na płytę Decydujące starcie. Tuż po jej wydaniu do Dezertera dołączył basista Hey Jacek Chrzanowski. W tym składzie grupa dała m.in. koncerty z zespołami Conflict i Subhumans podczas trasy w Anglii (2002) oraz występ z Dead Kennedys i Chumbawambą (2002, Kraków). W 2003 muzycy nagrali cover zespołu Kryzys „Dolina Lalek”, który ukazał się na tribute albumie Dolina Lalek: Tribute to Kryzys vol. 1. W 2004 Matera, Chrzanowski i Grabowski nagrali kolejną płytę Nielegalny zabójca czasu. Dwa lata później ukazał się dwupłytowy zestaw najbardziej znanych utworów zespołu Punk’s Not Jazz. W 2009 na płycie Gajcy! (zawierającej utwory nagrane przez różnych wykonawców do tekstów Tadeusza Gajcego) wydanej przez Muzeum Powstania Warszawskiego muzycy zaaranżowali utwór „Śpiew murów”. W listopadzie tego samego roku grupa wzięła udział w koncertach w Stanach Zjednoczonych (w tym w festiwalu „Performing Revolution in Central and Eastern Europe” organizowanym przez Instytut Kultury Polskiej w Nowym Jorku z okazji dwudziestej rocznicy zerwania żelaznej kurtyny. Na festiwalu zagrały zespoły z Europy Wschodniej i Centralnej – przedstawicielem Polski był Dezerter). W 2010 członkowie zespołu przystąpili do prac nad płytą Prawo do bycia idiotą, której premiera miała miejsce 11 października 2010. Album ten uzyskał Nagrodę Muzyczną Fryderyk w kategorii rock.
W 2006 wytwórnia Jimmy Jazz Records wydała podwójny tribute album Nie ma zagrożenia jest Dezerter.

## Muzycy

### Obecny skład zespołu
- Robert „Robal” Matera – gitara, śpiew (od 1981)
- Krzysztof Grabowski – perkusja (od 1981)
- Jacek Chrzanowski – gitara basowa (od 2000)

### Byli członkowie
- Dariusz „Skandal” Hajn – śpiew (1981–1986)
- Dariusz „Stepa” Stepnowski – gitara basowa (1981–1985)
- Rafał „Kwasek” Kwaśniewski – gitara (1987)
- Paweł Piotrowski – gitara basowa (1985–1993)
- Tomasz „Tony von Kinsky” Lewandowski – gitara basowa (1994–1999)

### Współpracownicy
- Maciej Chmiel – menadżer (1984–1990)[15]

## Dyskografia

### Albumy studyjne
| Kolaboracja                 | - Data: czerwiec 1988 - Wydawca: Klub Płytowy Razem - Format: CD, LP, CS, digital download           | –  |
| Kolaboracja II              | - Data: 20 lutego 1989 - Wydawca: Poljazz - Format: CD, LP, CS                                       | –  |
| Wszyscy przeciwko wszystkim | - Data: 13 sierpnia 1990 - Wydawca: Arston - Format: CD, LP, CS, digital download                    | –  |
| Blasfemia                   | - Data: 14 września 1992 - Wydawca: Izabelin Studio - Format: CD, LP, CS, digital download           | –  |
| Ile procent duszy?          | - Data: 19 września 1994 - Wydawca: Polton - Format: CD, LP, CS, digital download                    | –  |
| Deuter                      | - Data: 1 maja 1995 - Wydawca: Polton - Format: CD, CS                                               | 31 |
| Mam kły mam pazury          | - Data: 14 października 1996 - Wydawca: Polton - Format: CD, LP, CS, digital download                | –  |
| Ziemia jest płaska          | - Data: 6 października 1998 - Wydawca: Warner Music Poland - Format: CD, LP, CS                      | –  |
| Decydujące starcie          | - Data: 4 czerwca 2001 - Wydawca: Metal Mind Productions - Format: CD, LP                            | 20 |
| Nielegalny zabójca czasu    | - Data: 28 czerwca 2004 - Wydawca: Metal Mind Productions - Format: CD, LP                           | 33 |
| Prawo do bycia idiotą       | - Data: 11 października 2010 - Wydawca: Mystic Production - Format: CD, CD+DVD, LP, digital download | 19 |
| Większy zjada mniejszego    | - Data: 6 października 2014 - Wydawca: Mystic Production - Format: CD, digital download              | 16 |
| Kłamstwo to nowa prawda     | - Data: 29 stycznia 2021 - Wydawca: Mystic Production - Format: CD, LP, digital download             | 4  |
| 1986, co będzie jutro?      | - Data: 9 września 2022 - Wydawca: Mystic Production - Format: CD, digital download                  | 6  |
| „–” album nie był notowany. | |    |

### Albumy kompilacyjne
| Tytuł                                                                   | Dane dot. albumu                                                            |
| ----------------------------------------------------------------------- | --------------------------------------------------------------------------- |
| Underground Out of Poland                                               | - Data: 15 czerwca 1987 - Wydawca: Maximum Rock’n’Roll - Format: CD, LP, CS |
| Jak powstrzymałem III wojnę światową, czyli nieznana historia Dezertera | - Data: 1993 - Wydawca: Silverton - Format: CD                              |
| Punk’s Not Jazz                                                         | - Data: 24 kwietnia 2006 - Wydawca: Metal Mind Productions - Format: CD     |

### DVD
| Tytuł                     | Dane dot. albumu                                  |
| ------------------------- | ------------------------------------------------- |
| Przystanek Woodstock 2004 | - Data: 2005 - Wydawca: Złoty Melon - Format: DVD |

### Albumy koncertowe
| Tytuł                   | Dane dot. albumu                                               |
| ----------------------- | -------------------------------------------------------------- |
| Jeszcze żywy człowiek   | - Data: 1984 - Wydawca: Tank Records - Format: CS, CD          |
| Izolacja                | - Data: 1985 - Wydawca: Tank Records - Format: CS              |
| Rock Galicja 82 live LP | - Data: 9 grudnia 2021 - Wydawca: Pasażer Records - Format: LP |

### Albumy EP
| Tytuł               | Dane dot. albumu                                                     |
| ------------------- | -------------------------------------------------------------------- |
| Nienawiść 100%      | - Data: 22 lutego 2019 - Wydawca: Mystic Production - Format: CD, LP |
| Żółć/Pomocne Dłonie | Data: 8 grudnia 2023 Wydawca: Mystic Production Format: LP           |

### Single
| Tytuł                  | Rok  | Album              |
| ---------------------- | ---- | ------------------ |
| „Ku przyszłości”       | 1983 | –                  |
| „Dezerter”             | 1993 | –                  |
| „Ostrzega się! deuter” | 1996 | Deuter             |
| „Mam kły mam pazury”   | 1996 | Mam kły mam pazury |
| „Ukryta kamera”        | 1998 | Ziemia jest płaska |

### Kompilacje różnych wykonawców
| Album                                  | Rok  | Utwór                                                                 |
| -------------------------------------- | ---- | --------------------------------------------------------------------- |
| World Class Punk                       | 1984 | "Spytaj milicjanta"                                                   |
| Fala                                   | 1985 | „Nie ma zagrożenia”, „Plakat”                                         |
| Tour de Farce, vol. 2                  | 1987 | „One Big Gang” („Ale Show”) (nagrany na potrzeby filmu To tylko Rock) |
| Jak punk to punk                       | 1988 | „Nie ma nas”, „Uległość”                                              |
| Muzyka Przeciwko Rasizmowi             | 1997 | „Budujesz faszyzm przez nietolerancję”                                |
| Poniedziałek (ścieżka dźwiękowa)       | 1999 | „Moja tradycja”                                                       |
| Dolina Lalek: Tribute to Kryzys vol. 1 | 2006 | „Dolina Lalek”                                                        |
| Gajcy!                                 | 2009 | „Śpiew murów”                                                         |

## Nagrody i wyróżnienia
| Rok  | Kategoria                                       | Nagroda  | Uwagi     |
| ---- | ----------------------------------------------- | -------- | --------- |
| 2011 | Album roku rock (Prawo do bycia idiotą)         | Fryderyk | Nagroda   |
| 2022 | Album roku rock/metal (Kłamstwo to nowa prawda) | Fryderyk | Nominacja |
| 2023 | Album roku rock (1986, co będzie jutro?)        | Fryderyk | Nagroda   |

## Film
Fragment utworu „Spytaj milicjanta” został wykorzystany w filmie Dom zły w reżyserii Wojciecha Smarzowskiego.